# Landgemeinde
Portano il titolo di "Landgemeinde" (letteralmente: "comune territoriale") alcune città e alcuni comuni del Land tedesco della Turingia.

## Caratteristiche
Le Landgemeinde derivano dalla fusione di città o comuni preesistenti e devono avere una popolazione non inferiore ai 3 000 abitanti.
Il territorio di una Landgemeinde è suddiviso in frazioni (Ortsteil); ogni frazione è governata da un sindaco di frazione (Ortschaftsbürgermeister) e da un consiglio di frazione (Ortschaftsrat).

## Elenco
Possiedono lo status di Landgemeinde le città di An der Schmücke, Artern, Auma-Weidatal, Bad Sulza, Bleicherode, Dingelstädt, Großbreitenbach, Heringen/Helme, Nottertal-Heilinger Höhen, Roßleben-Wiehe e Schwarzatal, e i comuni di Am Ettersberg, Am Ohmberg, Buttstädt, Drei Gleichen, Geratal, Georgenthal, Grammetal, Harztor, Hörsel, Ilmtal-Weinstraße, Kindelbrück, Mohlsdorf-Teichwolframsdorf, Nesse-Apfelstädt, Nessetal, Sonnenstein, Südeichsfeld, Unstrut-Hainich e Vogtei.
Possedeva lo status di Landgemeinde anche la città di Gehren, aggregata nel 2018 alla città di Ilmenau.

## Altre categorie di città tedesche con status speciale
- Grande città di circondario (Große kreisangehörige Stadt), in Brandeburgo, Renania Settentrionale-Vestfalia, Renania-Palatinato, Schleswig-Holstein e Turingia
- Media città di circondario (Mittlere kreisangehörige Stadt), nella Renania Settentrionale-Vestfalia
- Grande città circondariale (Große Kreisstadt), in Baden-Württemberg, Baviera, Sassonia
- Grande città indipendente (Große selbständige Stadt), in Bassa Sassonia
- Città media (Mittelstadt), nel Saarland
- Città con status speciale (Sonderstatusstadt), in Assia
- Comune indipendente (Selbstständige Gemeinde), in Bassa Sassonia